# FlashGet
FlashGet (do wersji 0.76 z 6 lutego 2000 jako JetCar) – menedżer pobierania plików z internetu firmy Amaze Software, Inc. Efektywnie radzi sobie z obsługą popularnych protokołów internetowych, jak HTTP, FTP czy RTSP. Dostępny jest na system operacyjny Microsoft Windows, rozpowszechniany na licencji freeware (do wersji 1.71 jako shareware/adware).
Przez pewien czas program był podejrzany o niebezpieczeństwo płynące z jego użytkowania – strona producenta była oznaczona jako dokonująca ataków, a program był usuwany przez niektóre oprogramowanie służące do zwalczania szkodników, np. ComboFix. Po pewnym czasie strona jednak została z powrotem uznana za bezpieczną. Producent zapewnia o tym, że program jest bezpieczny, jednak nie jest to w pełni jasna sprawa.

## Funkcje użytkowe
- Funkcja zatrzymania w każdej chwili pobierania pliku oraz odłożenia go w czasie na później.
- Funkcja dzielenia pliku i pobierania w kilku częściach jednocześnie, co znacznie przyśpiesza proces pobierania pliku.
- Możliwość definiowania dla każdej kategorii osobnego folderu, do którego będą pobierane pliki.
- Interfejs dostępny w wielu językach, w tym w języku polskim.
- Obsługa proxy.
- Funkcje kontrolowania przepustowości pobierania.
- Definiowanie automatycznego zapasowego serwera mirror, w przypadku martwego linku.
- Auto monit automatycznie wyłączający komputer w przypadku zakończenia pobierania wszystkich plików.
- Funkcja interakcji z przeglądarką internetową zapewnia automatyczne dodawanie do listy pobieranych plików, obecnie FlashGet współpracuje z następującymi przeglądarkami: Internet Explorer, Opera, Mozilla Firefox, Netscape, Mozilla, SeaMonkey oraz Avant Browser.
- Funkcja współpracy ze skanerami antywirusowymi, umożliwiająca automatyczne skanowanie ściąganych plików.
- Harmonogram zadań, umożliwiający rozplanowanie pobieranych plików w czasie.
- Obsługa passive mode.
- Zaawansowanie funkcje graficzne i dźwiękowe, powiadamianie o aktualnym stanie operacji pobierania.
- Od wersji 1.8 wbudowany klient protokołu bittorrent.
- Od wersji 1.8.4 wbudowany klient protokołu eMule/ed2k.
- Wersja 1.9.6 naraża użytkowników na infekcje programem trojańskim, który następnie zamienia program w Trojan-Downloadera.